# Reidar Andersen
Reidar Andersen, norveški smučarski skakalec, * 20. april 1911, Norderhov, Norveška, † 15. december 1991, Oslo, Norveška.
Andersen je nastopil na Zimskih olimpijskih igrah 1936 v Garmisch-Partenkirchnu, kjer je osvojil bronasto medaljo na veliki skakalnici. Ob tem je tudi trikratni svetovni podprvak, v letih 1930, 1935 in 1938. Leta 1935 je trikrat postavil svetovni rekord v smučarskih skokih s 93, 98 in 99 metri na Bloudkovi Velikanki. 